# Het huis aan de overkant
Het huis aan de overkant is het zesde album in de Sophie-reeks.  Het verscheen in Robbedoes in 1963 nummer 1297 tot 1318. Het was aanvankelijk het tweede verhaal van Starter waarin er nog geen sprake was van Sophie. Jidéhem herwerkte het verhaal zodanig dat het verhaal wordt verteld door Starter en Pieters aan Sophie en haar vader. Het album werd door Dupuis uitgegeven in 1972 en in herdruk in 1982.

## Personages
- Sophie
- Mijnheer Karapolie
- Pieters
- Starter
- Zoef
- Nicolaas Joeksetow
- Dimitri Wladuwlek
- Wladimir
- Cesar
- Satan

## Verhaal
Mijnheer Karapolie wil zijn dochter gaan afhalen van de school. Hij had net Starter en Pieters op bezoek die hem voorstelden om hem tot daar te rijden en vervolgens Sophie mee naar huis te nemen. Sophie vindt het geweldig dat haar vrienden met Zoef zijn gekomen. Als Sophie de wagen een kusje geeft op zijn motorkap, laat hij duidelijk zijn appreciatie merken. Ten huize Karapolie aangekomen blijven Pieters en Starter voor het avondeten. Later als ze allen rustig in de salon aan het nagenieten zijn van een drankje vraagt Sophie aan Pieters hoe hij en Starter Zoef hebben ontmoet. Starter en Pieters beginnen het hele verhaal te vertellen. Sophie en haar vader luisteren hier geboeid naar.
Het begon allemaal bij Pieters die in een flatje woonde in de stad. Het was er zo lawaaierig en druk dat hij er gek van werd. HIj had besloten om te verhuizen naar een rustige plek met veel natuur samen met Starter. Even later staat Starter bij hem aan de deur die hem vraagt of Pieters nog steeds van plan is om zijn plan uit te voeren. Pieters toont Starter de drukte en het lawaai om zijn vriend te overtuigen dat hij het meer dan ooit meent. Samen gaan de vrienden naar het makelaarskantoor. Hoewel er wel interessante aanbiedingen zijn, gaan die allemaal boven hun budget. De makelaar biedt hen dan een landhuis aan gelegen in Diepenbos. De villa is recentelijk te koop aangeboden na overlijden van de vorige eigenaar. De makelaar schept op over een luxe-badkamer, groot open zwembad, betimmering in massief eikenhout en de villa ligt bovendien in het midden in het bos. Hij kan er geen foto van tonen, maar het huis wordt verkocht voor een spotprijs. Pieters denkt niet meer na en neemt de villa, hetgeen Starter de wenkbrauwen doet fronsen. Hij vreest dat zijn vriend weleens een kat in een zak heeft gekocht en laat hem dit ook weten. Pieters is echter niet om te praten. De vrienden pakken hun spullen bij elkaar en vertrekken de volgende dag met de wagen van Starter naar hun nieuwe woonst.
Als ze de weg naar Diepenbos hebben gevonden, zitten ze midden in het bos. Ze vragen de weg aan de postbode die net in de buurt is. De postbode moet lachen en vertelt dat het huis dat ze zoeken verderop ligt, kan niet missen. Later zien de vrienden twee bouwvallige villa's pal tegenover elkaar staan, elk aan een kant van de weg. Ze vragen zich af of het een van deze villa's zou kunnen zijn. Pieters besluit om te gaan kijken aan de die aan de rechterkant. Er blijkt een gat in de deur te zijn waar de deurknop heeft gezeten. Hij loert door dit gat naar binnen, maar ziet niets. Dan opent zich een deurluikje en vraagt iemand met rollende R "Wie is daar?" Pieters vraagt voor villa Geertruide. De bewoner van het huis duwt via het luikje de loop van een geweer tegen de neus van Pieters en antwoordt dat die villa aan de overkant ligt. Pieters haast zich met Starter naar de andere villa. Al gauw merken ze dat de tuin niet geweldig goed onderhouden is. Starter moet lachen met het zogenaamde luxe-zwembad dat eigenlijk niet meer is dan een met mos begroeid fonteintje waar geen water meer in zit. Pieters heeft een hele bos met sleutels ontvangen. Als ze na veel pogingen de voordeur open hebben gekregen, komen ze in een kale inkomhal. Er is wel een trapleuning, maar geen trap. De treden lijken te zijn weggenomen. Ze merken twee knopjes boven elkaar tegen de muur. Pieters denkt dat het lichtknopjes zijn en drukt op het bovenste. De vrienden zijn verbaasd als ze plotseling voelen hoe ze omhoog gaan via een platform. Het is een lift die hen tot bij een deur brengt.
Als ze na weer een boel sleutels te proberen de deur kunnen openen, komen ze in een soort werkkamer terecht met een tafel waarop sporen van een elektrische miniatuurtrein zijn gebouwd. Er staat een bedieningspaneel met vier knoppen. Bij elk knopje staat een maaltijd geschreven: lunch, ontbijt, diner en koffie. Pieters besluit dit uit te proberen en drukt op het knopje voor koffie. Er zit blijkbaar toch een fout in het systeem want het treintje komt met een warme kip aangereden. Starter vindt de kip niet meer vers ruiken en zal er daarom niet van eten. Pieters heeft wel trek en doet zich tegoed aan het maal. Starter gaat ondertussen naar de auto om hun spullen uit de auto te gaan halen. Bij het terugkomen, merkt hij een garage op. Hij gaat samen met Pieters kijken wat er daar te zien is. In de garage staat een pikzwarte oude wagen. Ze stappen de wagen in. het is weer een hele klus om de juiste sleutel te vinden om de auto te laten starten. Uiteindelijk vindt Starter de contactsleutel en rijdt de wagen de garage uit. starter probeert te sturen, maar de auto doet niet wat hij vraagt. Wat ze niet weten is dat ze al de hele tijd in de gaten worden gehouden door hun buurman van de villa aan de overkant. Hij is een oude man met een kaal hoofd, bril en een lange rosse baard. Hij praat voortdurend met zijn zwarte kat Cesar die zijn meester steeds gedwee volgt. Zonder het te willen rijdt de dolle auto met zijn passagiers naar het dorp. De inwoners lijken de auto goed te kennen en spreken steeds weer over "Zoef" die weer terug is. Als Zoef naar een tankstation rijdt, vertelt de uitbater dat Zoef werd gebouwd door mijnheer Buis, de vorige bewoner van het huis nu eigendom van Pieters en Starter. Deze heer was een knappe elektronicus die de wagen van een elektronisch brein heeft voorzien, waardoor de auto kan denken en ook uit zichzelf rijden. Zoals iedere auto heeft hij echter brandstof nodig om te kunnen rijden. Hij is echter ook een auto met een eigen willetje en de nodige streken. Hij wil enkel benzine van het merk Super. Als Pieters Zoef vol tankt met normale benzine, laat Zoef hem voelen hoe misnoegd hij is. Pieters kiest dan toch maar voor Super benzine.
Als ze verder rijden en wijkagent Theodorus zien, slaat Zoef helemaal op hol. Hij kan deze agent niet hebben en doet de wetsdienaar in een bak tomaten belanden. Zoef blijkt ook een wagen te zijn met een hart. Hij zal nooit over een levend wezen rijden. Zelfs voor een slak zal hij stoppen. Als Pieters zegt dat Zoef een auto is met een goed hart die hij alles kan vergeven, wordt Zoef zo gek dat hij van de weg afgaat en in een rivier belandt. Met de hulp van boer Matthijs en zijn trekpaard kunnen ze Zoef weer op het droge trekken. Zoef is echter defect en het kost Pieters en Starter een hele tijd om de wagen te herstellen. Als ze thuiskomen is het weer donker. Moe van de inspanningen vallen de vrienden in de auto in slaap. Ondertussen ontvangt de zonderlinge buurman Nicolaas twee mannen in zijn huis die hij via telefoon had gevraagd om te komen. Ze heten Dimitri en Wladimir en zijn net als Nicolaas afkomstig uit Rusland. Nicolaas vertelt zijn landgenoten dat hij voor hen een klusje heeft.
De volgende morgen is Starter als eerste wakker. Hij besluit om boodschappen te gaan doen, want dat hadden ze de dag ervoor vergeten te doen. Hij laat Pieters slapen en rijdt met zijn eigen auto naar het dorp. Als hij terugkomt met een hoop etenswaren, merkt hij dat Zoef niet meer op zijn plaats staat en ook Pieters is nergens te bespeuren. Hij roept en zoekt, maar kan hen niet vinden. Hij vindt de bos met sleutels in het gras en beseft dat er iets niet pluis is. Als hij naar de achterkant van het huis gaat, vindt hij een deur. Als hij via een sleutel binnen raakt, komt hij op een trap uit. Hij loopt de trap op die heel lang is en gewoon rechtstreeks op de zolder uitkomt. Als hij bij een deur komt, moet hij weer naar de juiste sleutel op zoek om deze te openen. Eens binnen vindt hij een soort werkplaats met een tekentafel met schetsen van de technische snufjes die de vorige eigenaar had uitgewerkt. Als Starter door de rechthoekige vensters het huis van de overbuur ziet, merkt hij dat diens zolderkamer precies dezelfde vensters heeft. Hij loopt de trap af, denkend dat Pieters misschien weleens bij de buurman kan zijn. Hij wil aanbellen bij de buurman, maar vindt geen bel. De deur blijkt niet gesloten te zijn en hij gaat naar binnen. Hij schrikt wanneer hij ziet dat de hal precies hetzelfde is als die van zijn eigen nieuwe woning, een trapleuning zonder trap alsook dezelfde drukknopjes voor een lift. Starter gaat op het platform staan en laat deze naar boven gaan. Hij komt in een kamer die leeg blijkt te zijn. Starter weet niet dat hij al die tijd werd gade geslagen door de drie Russen. Het is Wladimir die een voetzoeker in de kamer van Starter naar binnen gooit. De voetzoeker verspreidt chloroform in gasvorm die Starter bedwelmt. De volgende dag ontwaakt hij in een kelder waar ook Pieters opgesloten is. Pieters vertelt dat hij door twee mannen met Russische tongval werd gewekt en werd gedwongen om Zoef naar de garage van de buurman te rijden. Daarna werd hij opgesloten in de kelder. Starter en Pieters proberen enkele malen te ontsnappen, maar dat lukt niet. Na zes dagen mogen ze het donkere hol verlaten. Hun buurman brengt hen persoonlijk met de lift naar de zolderkamer. als ze de werkkamer zien, beseft Starter dat deze wel een kopie lijkt op die van de heer Buis. De buurman stelt zich voor als graaf Nicolaas Joeksetow. Zijn vader Boris was eveneens graaf en erg rijk. Hij liet Nicolaas en groot fortuin na dat echter door een grote revolutie in Rusland verloren ging. Nicolaas zwoer om het fortuin van zijn vader zaliger weer op te bouwen. Met een telescoop bespioneerde hij zijn buur, de heer Buis. Hij maakte op die manier verschillende uitvindingen van hem na zoals de lift. Daarna brengt Nicolaas de vrienden naar zijn garage. Daar stelt hij hen een pantserwagen voor die hij Satan heeft gedoopt. Net als Zoef heeft hij een elektronisch brein. Om dit te kunnen doen, moest hij Zoef natuurlijk bij zich hebben. Starter wil weten waarvoor die pantserwagen dan moet dienen. Nicolaas vertelt dat hij hem wil gebruiken om banken te beroven. Hij stapt de pantserwagen in en geeft een demonstratie om te tonen wat Satan allemaal kan. Hij heeft vangarmen waarmee hij kluizen kan kraken en geld kan grijpen. Hij kan ook zwavelzuur spuiten om mogelijke aanvallers op afstand te houden. Door zijn steenharde pantser komen geen kogels, granaten en dergelijke heen. Plots slaat het voertuig op hol en rijdt de garage uit. Hij komt pas tot stilstand als hij tegen een boom botst. Boos stapt Nicolaas uit het voertuig vloekend op de nukken van zijn creatie. Starter heeft meteen door dat de graaf door het brein van Zoef te kopiëren naar Satan, laatstgenoemde ook de wispelturigheid van Zoef heeft overgenomen. Pieters wil weten waarom de graaf dit niet had gedaan toen het huis leeg stond. Nicolaas vertelt dat hij Zoef niet kon benaderen omdat de wagen een hekel aan hem heeft. Daarom had hij Pieters nodig om Zoef te kunnen demonteren en zo diens brein te kopiëren. Pieters wordt erg boos en gaat de graaf te lijf. Er ontwikkelt zich een gevecht tussen de twee vrienden en de drie Russen. Tijdens het gevecht springt een verschrikte Cesar in de pantserwagen.  De kat springt op het bedieningspaneel en zet zo Satan in werking. Het luik valt dicht en de pantserwagen rijdt weg. Satan rijdt naar het dorpje Badhove waar hij een spoor van vernieling achterlaat. Hij is geprogrammeerd om kluizen van banken te kraken en dat doet hij dan ook, niets of niemand kan hem stoppen. Graaf Nicolaas wil er alles aan doen om Satan te doen stoppen als hij zijn geliefde kat maar weer terug krijgt. Starter heeft een idee om dat te verwezenlijken. Met zijn allen werken ze om Zoef weer terug in elkaar te steken. Het is dan ook dankzij Zoef dat Satan kan worden gestopt en Cesar bevrijdt. De drie Russen beteren hun leven. Graaf Nicolaas gaat zelfs les geven om de aangerichte schade te kunnen vergoeden.
Ondertussen is het al laat geworden en iedereen is moe. Sophies vader biedt Starter en Pieters een bed aan om te overnachten. Ondanks Sophies smeekbede wil Pieters onmiddellijk vertrekken. Hij is nukkig omdat hij vindt dat ze tijdens het verhaal te veel met hem hebben gelachen. Als hij samen met Starter de auto instapt en Zoef beveelt om te vertrekken, gaat deze rondjes draaien en bokkensprongen maken. Pieters beseft al gauw dat het geen zin heeft en stapt weer uit. Hij zal dan toch moeten blijven, want Zoef wil ook blijven. Het was Sophie die Zoef had gevraagd om te blijven. Voor een kusje of streling van Sophie doet Zoef immers alles.

## Trivia
Het is een beetje vreemd dat Sophie als trouwe lezeres van het weekblad Robbedoes niet wist hoe Starter en Pieters Zoef hebben ontmoet. Wanneer Sophie het duo voor de eerste keer ontmoet (Het ei van Karapolie), vertelt ze hen dat ze al hun avonturen leest in Robbedoes. Een van die avonturen is bovenstaand verhaal.